# Installationsprogram
Ett installationsprogram (alternativt: installeringsprogram) är ett datorprogram som används för att installera program, dokument, bilder med mera på andra datorer. Ett installationsprogram skapar mappar, kopierar filer, uppdaterar systemet och skapar menyer och genvägar så att användaren kan starta sina program eller öppna sina dokument och filmer på ett enkelt sätt.
Det finns olika verktyg på marknaden för att skapa installationsprogram. Sådana används ofta av programmerare för att kunna distribuera sina program, dokument och andra filer. Några vanliga verktyg för att skapa installationsprogram är: InstallShield, InstallAnywhere, SamLogic Visual Installer, Smart Install Maker och Nullsoft Scriptable Install System.